# 貝爾維爾 (印第安納州)
貝爾維爾（英語：Belleville）是位於美國印地安納州亨德里克斯縣的一個非建制地區。該地的面積和人口皆未知。